# 早田文藏
早田 文藏（はやた ぶんぞう、1874年12月2日 - 1934年1月13日）は日本の植物学者。

## 経歴
1871年、新潟県加茂生まれ。1903年東京帝国大学を卒業。台湾総督府の依頼で台湾の植物を研究し、さらにインドシナでも調査を行った。その後東京帝大理学部教授および東大附属植物園長となった。
台湾植物の命名にあたってはフランス人神父のユルバン・ジャン・フォーリー (Urbain Jean Faurie) が残した資料に拠る部分が多かったため、謝意を表するため日本人から寄付を募り、1917年に神父の銅像を建てた。
死後の1936年、台湾総督府は功績をたたえ記念碑を現台北植物園の腊葉館前に建てたが太平洋戦争の混乱により、フォーリー神父の銅像ともども行方不明となってしまった。21世紀になって神父の銅像の金型が発見されたことにともないこれを復刻し、その際に早田の記念碑も新たに作成された。2017年9月30日に修復工事のおわった腊葉館とあわせ復活することとなった。

## 研究内容・業績
- 台湾植物についてタイワンスギをはじめ1,636種を命名したことにより、「台湾植物の父」とも呼ばれる[1]。
- 「動的分類学」というものを提案した。これは恣意的に一部の形質のみに着目して系統樹を作成する従来の分類学に対し、多数の形質からネットワーク的分類図式を作ろうとしたものであり、後の表形分類学に似た考えであるが、理論的には大成されずに終わった。

## 著書

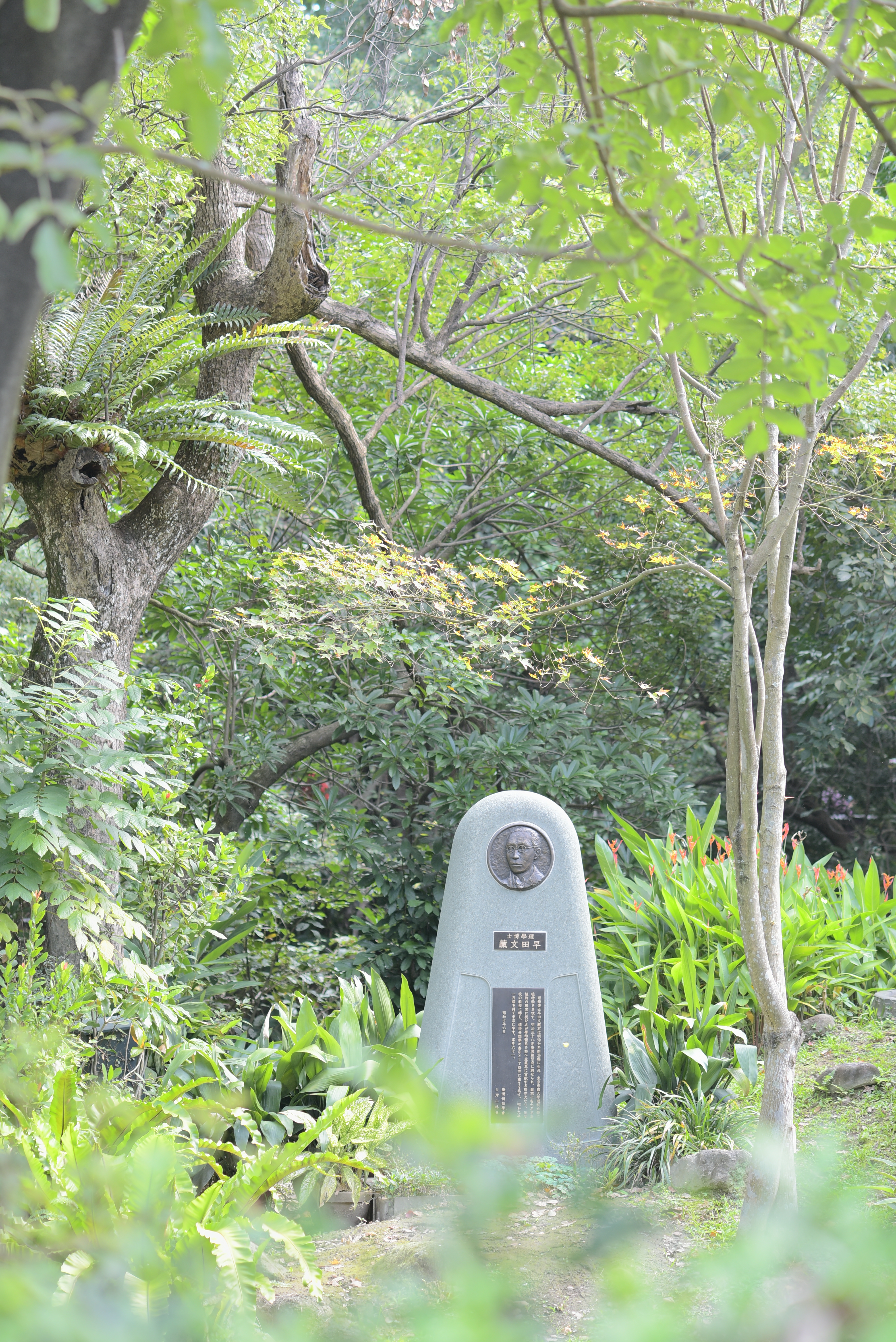
台北植物園早田文蔵記念碑

- 『台湾植物図譜』全10巻 台湾総督府民政部殖産局、1911年-1921年
- 『植物分類学』内田老鶴圃、1933年